# 圣皮埃尔-拉布吕耶尔
圣皮埃尔-拉布吕耶尔（法語：Saint-Pierre-la-Bruyère，法語發音：[sɛ̃ pjɛʁ la bʁɥijɛʁ] ⓘ）是法国奥恩省的一个市镇，位于该省东南部，属于莫尔塔涅欧佩什区。

## 地理
圣皮埃尔-拉布吕耶尔（48°21'46"N, 0°48'18"E）面积6.33 平方千米，位于法国诺曼底大区奧恩省，该省份为法国西北部内陆省份，北起顺时针与卡爾瓦多斯省、厄尔省、厄尔-卢瓦省、萨尔特省、马耶讷省和芒什省接壤。
与圣皮埃尔-拉布吕耶尔接壤的市镇（或旧市镇、城区）包括：韦里耶尔、诺让勒罗特鲁、佩尔什昂诺塞、于讷河畔萨布隆。

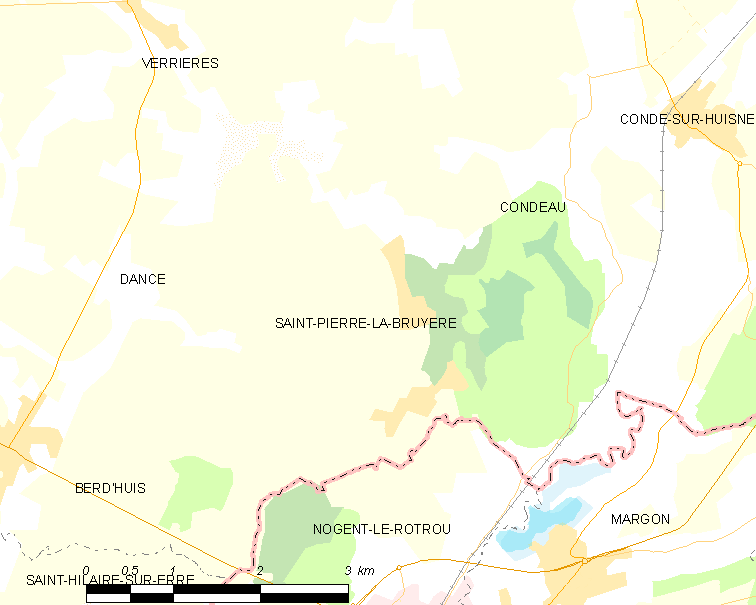
圣皮埃尔-拉布吕耶尔的OSM定位图

圣皮埃尔-拉布吕耶尔的时区为UTC+01:00、UTC+02:00（夏令时）。

## 行政
圣皮埃尔-拉布吕耶尔的邮政编码为61340，INSEE市镇编码为61448。

## 政治
圣皮埃尔-拉布吕耶尔所属的省级选区为布勒通塞勒县。

## 人口

1962-2008年间圣皮埃尔-拉布吕耶尔人口变化图示

圣皮埃尔-拉布吕耶尔于2022年1月1日时的人口数量为428人。